# ليرد أ. طومسون
ليرد أ. طومسون (بالإنجليزية: Laird A. Thompson)‏ هو عالم فلك أمريكي، ولد في 6 سبتمبر 1947.